# 2016年伊斯坦布尔机场恐怖袭击
2016年6月28日土耳其伊斯坦布尔阿塔图尔克国际机场2号航站楼发生爆炸和枪击袭击。袭击至少造成除袭击者外的42人死亡、239人受伤。土耳其总理比纳利·耶伊尔德勒姆表示有迹象显示此次袭击疑似为极端组织伊斯兰国所为。而据英国广播公司6月30日报道，袭击者来自后苏联国家，一名俄罗斯人来自北高加索地区，其他人则来自乌兹别克斯坦和吉尔吉斯斯坦。此前据报道袭击者向出租车司机说的一种他不熟悉的语言可能是车臣语。
枪击发生在机场的停车场，而爆炸则出现在国际出发大厅，疑似由自杀式炸弹袭击者引爆。有报道称机场不同地点都发生爆炸。三名嫌犯在航站楼内或附近引爆他们的炸药。然而，另有报道和目击者指出有四名武装分子逃避爆炸，但未得到警方人员的证实。一名美国情报消息人士向CBS News透露，这次联合袭击只用了约90秒。

## 背景
伊斯坦堡於2016年上半年經歷了3次恐怖攻擊，包括1月及3月的自殺攻擊，兩者皆與伊斯兰国（ISIS）有關；而6月初的爆炸案則係庫爾德自由之鷹聲稱其所為，該組織與库尔德斯坦工人党有所關連。
事发后国际领先媒体普遍注意到事件拥有伊斯兰国恐怖袭击的所有特征，猜测土耳其此番为前总理和现任总统雷杰普·塔伊普·埃尔多安故意对伊斯兰国威胁视而不见付出代价。此前成为武装分子加入伊斯兰国中转国的土耳其开始觉得对组织采取更强硬路线感到愤怒。也有人指出事件“也许并非偶然，仅仅是最近伊斯兰国在土耳其国内发动的一系列袭击的其中一起，它的出现刚好碰上该国冲动和日益独裁的总统修补他的政权破旧外交关系的时机。”
7月1日，有报道引述一名身居高位的美国国会议员的话，表示袭击是由一为车臣极端分子艾哈迈德·查塔耶夫（Akhmed Chatayev）策划的。美国德克萨斯州众议院议员、国土安全委员会（House Committee on Homeland Security）主席麦克·麦克考表示查塔耶夫主导了此次袭击。土耳其和瑞典媒体也认定主脑为查塔耶夫。2008年，查塔耶夫被裁定犯有将武器走私到瑞典的罪，在瑞典监狱服刑9个月。据阿纳多卢新闻社消息，三名袭击者中的两名被认定为拉奇姆·布加诺夫（Rakim Bulgarov）和瓦季姆·奥斯曼诺夫（Vadim Osmanov）。

## 过程

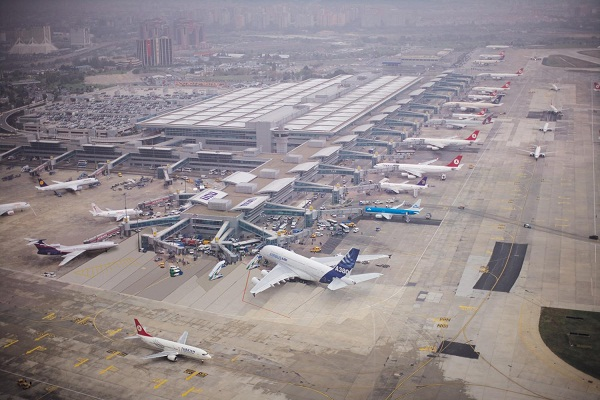
2011年的停车站和2号航站楼

当地时间晚上10点左右，两名袭击者接近一个安检点的X射线扫描仪，开枪射击。警方人员随后还击，袭击者遂引爆自己身上的炸弹。
根据监控录像，距离位于2号航站楼（国际候机楼）约24米处的炸弹袭击者引爆了身上的自杀式炸弹。从监控录像可以看到有一群人靠近或卷入爆炸。据认为航站楼街对面的停车场也发生一起爆炸。录像显示，一位武装袭击者步行枪击航站楼内的人群。枪手随后被安保人员开枪击中并倒在地上，安保人员上前调查。安保人员估计注意到了枪手的炸药腰带，于是跑开。自杀腰带随后引爆。两名袭击者引爆爆炸装备自杀，其中预计一人被安全部队击毙。另据报道，四名武装分子被看到在爆炸后逃离现场。
袭击前后，机场内有数百名乘客和群众在商店、厕所或长凳下就地躲藏。许多旅客向记者讲述了他们在袭击期间目击到的情景。一人表示：“我们正来到国际候机楼，便看到一名男子肆意开枪。他就这样向他面前的人开枪。他穿着一身的黑衣服，没有遮面。我离他50米远。”他继续说道，“我们躲在售票柜台后，但我站起来看到他。两次爆炸过后没多久又发生爆炸。那时时候他已经停止开枪。”最后，他表示：“他转过身向我们走来。他把枪藏在他的夹克里，焦急地环顾四周，留意是否有人打算阻止他，然后走下扶梯......我们又听到了几声枪响，之后又发生爆炸，之后就结束了。”而航站楼外另有人表示出租车司机曾从车窗对进入大楼的车龙大喊：“别进去，有炸弹爆炸了！”。

## 受害者
| 国籍         | 人数 |
| ------------ | ---- |
| 土耳其       | 23   |
| 沙烏地阿拉伯 | 6    |
| 巴勒斯坦     | 3    |
| 伊拉克       | 2    |
| 突尼西亞     | 1    |
|              | 1    |
| 中國         | 1    |
| 伊朗         | 1    |
| 乌克兰       | 1    |
| 约旦         | 1    |
| 未确认身份   | 4    |
| 总计         | 44   |

## 影响

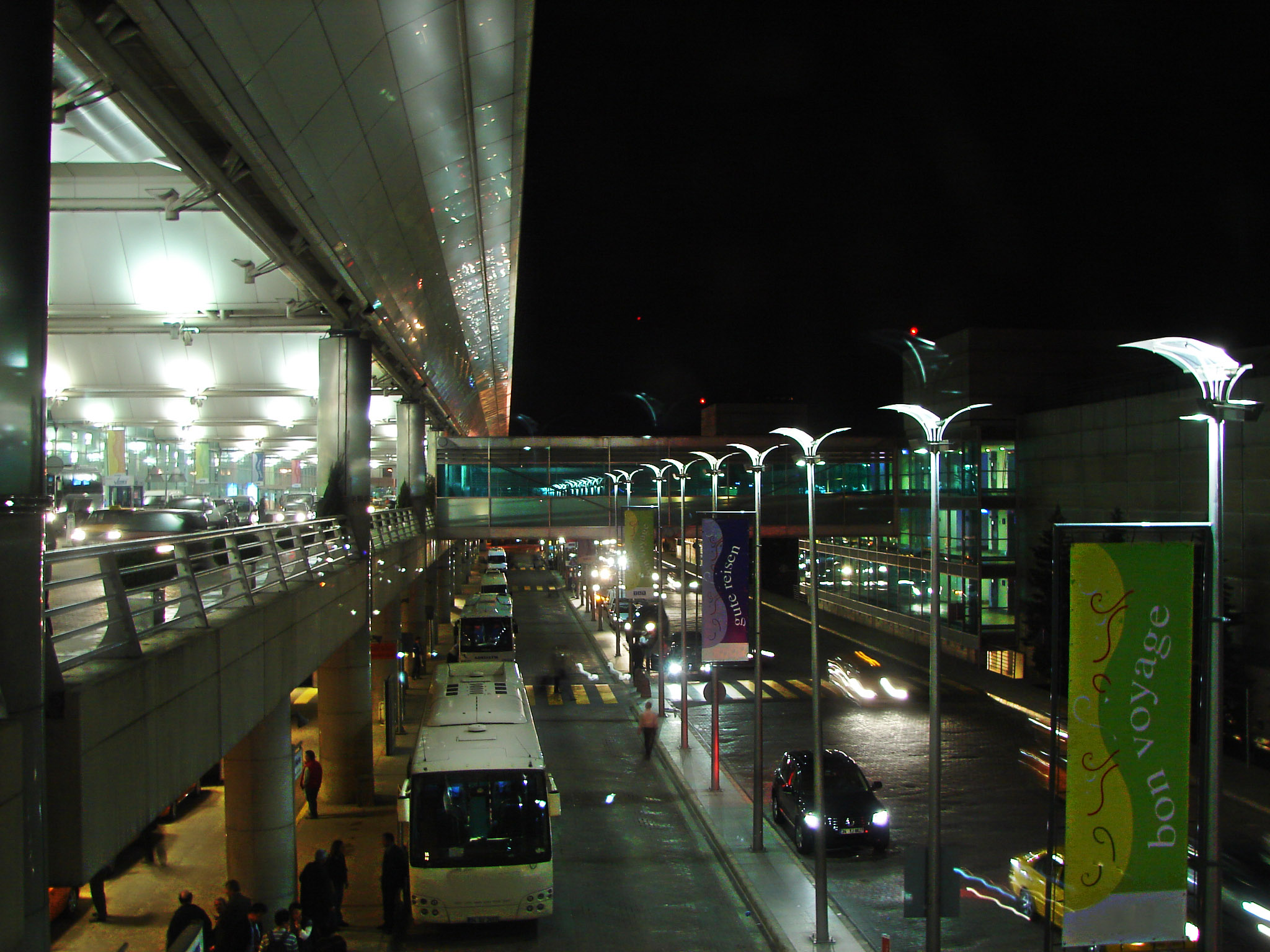
案发地点之一，左边为停车场，右边为2号航站楼。

爆炸发生后，所有出港航班取消，但抵港航班继续运行一段时间，直至转机。据Flightradar24显示，大多数去往伊斯坦布尔的航班须转往伊兹密尔和安卡拉。案发后，美国联邦航空管理局取消了所有进出美国的土耳其航班达五个小时，只允许10架在袭击期间已经升空的航班登陆美国。所有被取消的航班是土耳其航空的航班。据认为，袭击期间各大航空公司有8到14架航班在航站楼，没有航班在袭击中遭遇危险或被破坏。
袭击发生后最初几个小时，其他国际机场都加强安保力度。在美国，各大国际机场都加强安保以应对阿塔图尔克机场袭击，如约翰·F·肯尼迪国际机场、拉瓜迪亚机场和亚特兰大哈兹菲尔德-杰克逊国际机场等几大世界上最繁忙的机场。警方表示美国主要机场未收到可信的威胁，但有几个人可能产生威胁。印尼几大国际机场，如雅加达苏加诺-哈达国际机场都收紧安保。印尼交通部长伊瓜纳修·佐南（Ignasius Jonan）指出，印尼各大机场的安全警戒级别都达到“黄色”，这意味着机场“有可能”受到袭击。他还补充道，印尼主要港口也提高安保力度。印度苏哈尔贾特拉帕蒂·希瓦吉国际机场、2008年孟买连环恐怖袭击现场泰姬陵酒店、圣克鲁斯的国内机场都加强安保。加尔各答的内塔吉·苏巴斯·钱德拉·鲍斯国际机场也加强安保。
在社交媒体上，#PrayForTurkey（为土耳其祈福）成为热门话题。到6月29日，该话题在Twitter上使用超过30万次，人们希望籍此表现对土耳其和受害这的声援。多张回应袭击的照片成为热门，如此前在网络爆红的《世界报》漫画家Plantu将此前发生过恐袭的比利时和法国联系在一起。出租车将伤者送往最近的医院。
爆炸案发生后，世界各地多个建筑都被土耳其国旗颜色照亮，如柏林勃兰登堡门、巴黎埃菲尔铁塔、阿姆斯特丹王宫、伦敦温布利球场、科威特科威特塔、莫斯塔尔古桥、堪培拉澳洲国会大厦和墨尔本市政厅。

## 各方反應

### 国内

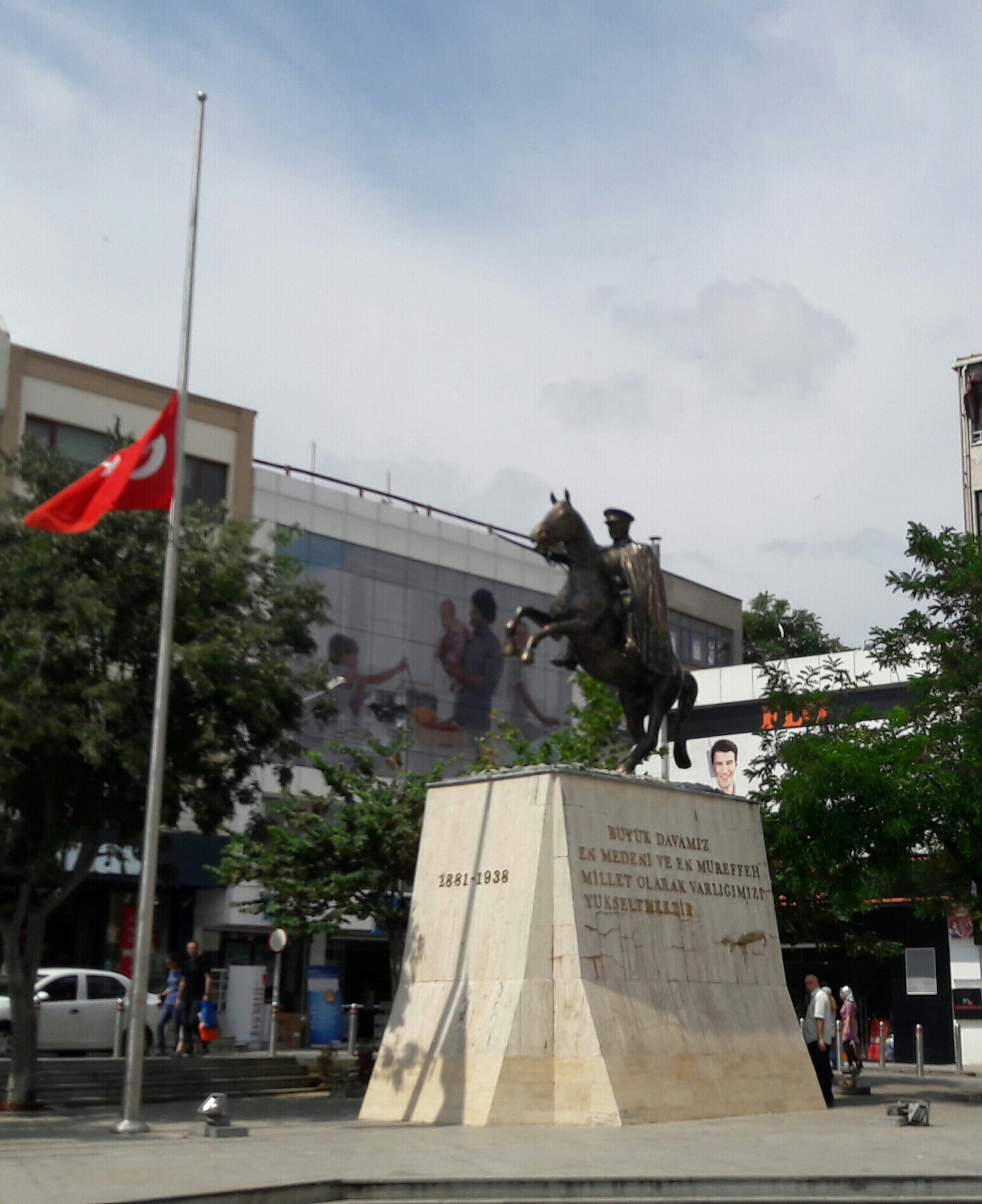
案发后土耳其宣布全国哀悼日

土耳其总统雷杰普·塔伊普·埃尔多安发表声明，谴责在穆斯林斋月发动袭击。他表示本次袭击“表明恐怖主义袭击从不考虑信仰和价值观”，呼吁国际社会采取坚定立场打击恐怖主义，并誓言将加紧土耳其反恐斗争的步伐。埃尔多安还表示：“土耳其有力量、决心和能力将反恐斗争进行到底。”
土耳其宣布6月29日为全国哀悼日。总理部长比纳利·耶尔德勒姆（Binali Yıldırım）发表声明缅怀袭击遇害者。事发期间，原定于对土耳其进行正式访问的阿尔巴尼亚总理埃迪·拉马飞机正在降落。他从阿塔图尔克撤回到官邸。
6月29日，土耳其当局扣留22名响应袭击的份子，其中13人来自伊斯坦布尔，9人来自沿海城市伊兹密尔。当局证实嫌犯是外国人，具体的讲来自乌兹别克斯坦、俄罗斯的車臣共和國和吉尔吉斯斯坦。

### 国际
至少有80个国家发表声明或是通过国家元首或外交官员谴责袭击事件，向土耳其和袭击受害者表示同情或支持。
此外，联合国谴责袭击事件。欧洲理事会与欧洲联盟向土耳其表示慰问和声援。
以色列、中华民国（台湾）、乌克兰、英国和美国都在袭击后发布旅游警示告诫前往伊斯坦布尔的旅客。美国进出土耳其的航班暂停数小时。纽约和新泽西州警方也在当地机场增派警力。